# 장막 (작가)
장막(Jean Max, 1986년 1월 31일 ~ )은 대한민국의 시인, 작가, 소설가, 수필가, 번역가로 현대 허무주의와 실존적 공허, 정신적 공황에 빠진 이들을 위해 에고이스트 아나키즘을 내세워 '에고이스트 연합'을 통해 '실존주의와 데카당스 문학'의 부활을 이끌고 있으며, 저서로는 단편집 '조각과 파편'이 있다. 장막은 장 폴 사르트르(Jean-Paul Sartre, 1905-1980)의 Jean과 막스 슈티르너(Max Stirner, 1806-1856)의 Max를 따서 만든 이름이라고 한다.

## 생애

### 어린 시절
대한민국 마산에서 부친 김부섭(金富燮)과 모친 최순복(朴順福)의 1남 1녀 중 장남으로 태어났다. 본명은 김재록(金載綠), 본관은 김해이다. 등본에 기재된 본적은 부산광역시 금정구 기찰로102번길 35이다. 형제로 누이동생 김영은이 있다. 아버지 김부섭이 부산가톨릭대학교 치기공학과 교수로서 ‘University of Massachusetts Lowell’에 교환교수로 미국에 체류하던 2000~2002년(당시 16~18세)에 미국 매사추세츠주에 있는 Chelmsford High School에서 유학했다. 귀국하여 동래고등학교를 졸업한 후 동국대학교 WISE캠퍼스 영문학과에 장학생으로 선발되어 2004년도에 입학하였고 2009년에 부산대학교 심리학과에 편입하였다.

### 활동
졸업 후 서강대학교 신학대학원에서 철학을 전공하였다.

### 작품
2023년 석사논문 '막스 슈티르너의 유일자에 대한 연구'를 발표하였고, 번역도서 '슈티르너의 비평가들'을 출판했다. 이듬해 단편집 '조각과 파편'을 출판했다.

## 학력
- 1998년 온천초등학교 졸업
- 2000년 동래중학교
- 2002년 Chelmsford High School
- 2004년 동래고등학교 졸업
- 2009년 동국대학교 영문학 학사
- 2013년 부산대학교 심리학 학사
- 2023년 서강대학교 신학대학원 철학 석사

## 경력
- 출판사 철학실천(제2022-000012호) 대표
- 인터넷신문 카타로스(서울,아53972) 대표
- 인터넷뉴스서비스 철학실천(서울,자60082) 대표
- 한국실존상담학회(503-82-83772) 이사
- 한국슈티르너학회(562-80-01853) 이사
- 전) 심리상담소 카페막스(103-90-01309) 대표

## 같이 보기
- 막스 슈티르너

## 작품 목록

### 논문
- 《막스 슈티르너의 유일자에 대한 연구》

### 번역
- 《슈티르너의 비평가들》

### 시집
- 《조각과 파편》

1. ↑  “조각과 파편 | Max Stirner | 철학실천- 교보ebook”. 2024년 7월 20일에 확인함.